# Siarczan cynku
Siarczan cynku, ZnSO4 – nieorganiczny związek chemiczny, sól kwasu siarkowego i cynku. Ma postać białych, bezwonnych kryształów, łatwo rozpuszczających się w wodzie.
Jeden z najważniejszych związków cynku, szeroko wykorzystywany m.in. jako składnik elektrolitu podczas cynkowania elektrolitycznego. Roztwór siarczanu cynku jest najważniejszym półproduktem w ciągu otrzymywania cynku metodą hydroelektrometalurgiczną. Siarczan cynku można otrzymać w reakcji kwasu siarkowego z cynkiem metalicznym, jego tlenkiem lub solami lotnych kwasów. Najczęściej spotykany jako sól siedmiowodna ZnSO
4·7H
2O.